# Rathaus Schmargendorf
Das Rathaus Schmargendorf ist das ehemalige Rathaus der einstmals selbstständigen Gemeinde Schmargendorf, die 1920 in Berlin eingemeindet wurde und seit 2001 ein Ortsteil des Berliner Bezirks Charlottenburg-Wilmersdorf ist. Das historisierende Gebäude wurde 1900 bis 1902 nach Plänen von Otto Kerwien im Stil der märkischen Backsteingotik errichtet. Kerwien nahm mit seinem Entwurf des Rathauses Bezug auf die meist mittelalterlichen Profanbauten Tangermündes und Stendals. Heute befinden sich hier das Standesamt des Bezirks, die Musikschule und die Adolf-Reichwein-Bibliothek genannte Zweigstelle der Stadtbibliothek.

## Vorgeschichte
Zum Ende des 19. Jahrhunderts hatte sich das Bauerndorf Schmargendorf am Rande des Grunewaldes zu einem Vorort Berlins entwickelt. 1883 erhielt es eine Station an der nächstgelegenen Stelle der Ringbahn (Bahnhof Schmargendorf) und im Jahr 1899 wurde der Ort im Landkreis Teltow zum selbstständigen Amtsbezirk. Zu diesem Zeitpunkt tagte die Gemeindevertretung Schmargendorfs noch in einem kleinen Bauernhaus in der Breiten Straße. 1900 wurde deshalb der Neubau eines Rathauses beschlossen. Beauftragt wurde der Potsdamer Architekt Otto Kerwien, der kurz zuvor den Bau des Babelsberger Rathauses fertiggestellt hatte.

## Bau des Rathauses

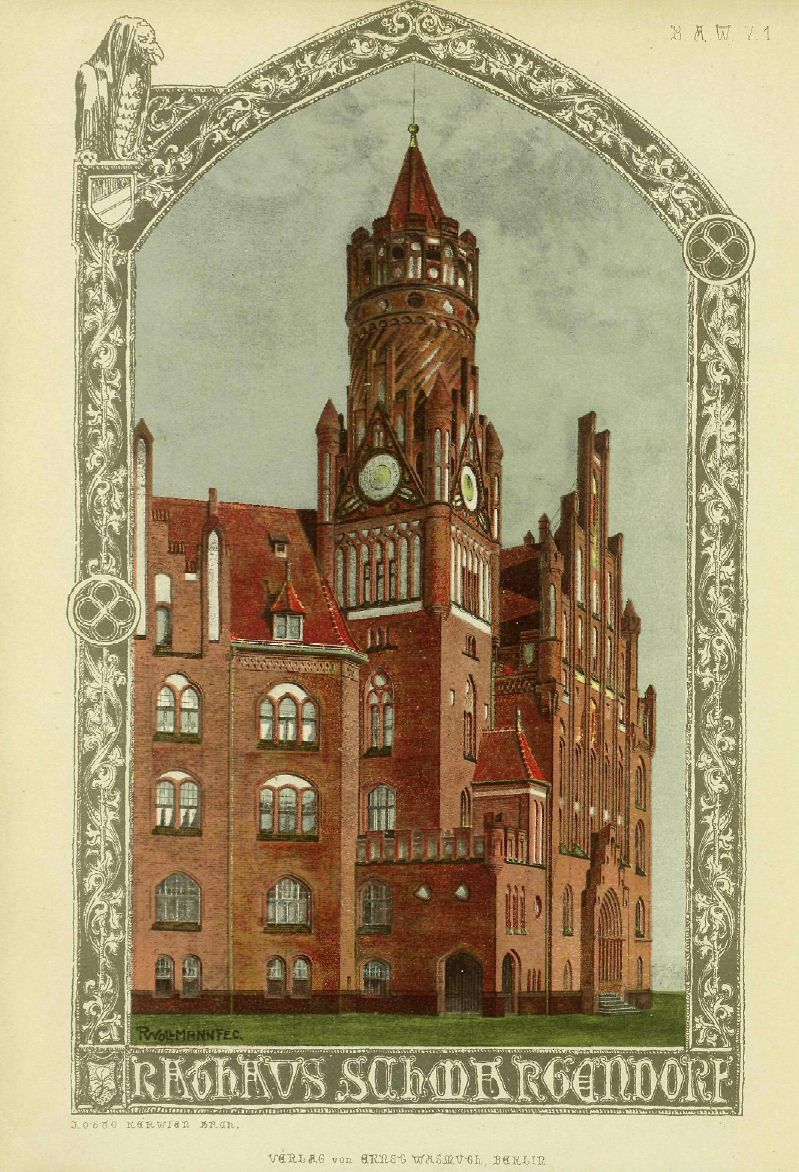
Farbige Darstellung des baulichen Zustandes von 1902

Am 1. Juni 1900 begann der Bau des Rathauses Schmargendorf außerhalb des bisherigen Siedlungsgebietes auf einem knapp 2000 Quadratmeter großen Grundstück am Berkaer Platz. Die Baukosten wurden auf 200.000 Mark veranschlagt. Exakt zwei Jahre nach dem Baubeginn erfolgte am 1. Juni 1902 die Eröffnung des neuen Rathauses. Wegen zahlreicher nachträglicher Bauverschönerungen und Preissteigerungen kostete der Bau mit 394.000 Mark (kaufkraftbereinigt in heutiger Währung: rund 3,24 Millionen Euro) annähernd die doppelte der ursprünglich veranschlagten Summe.

### Baukörper

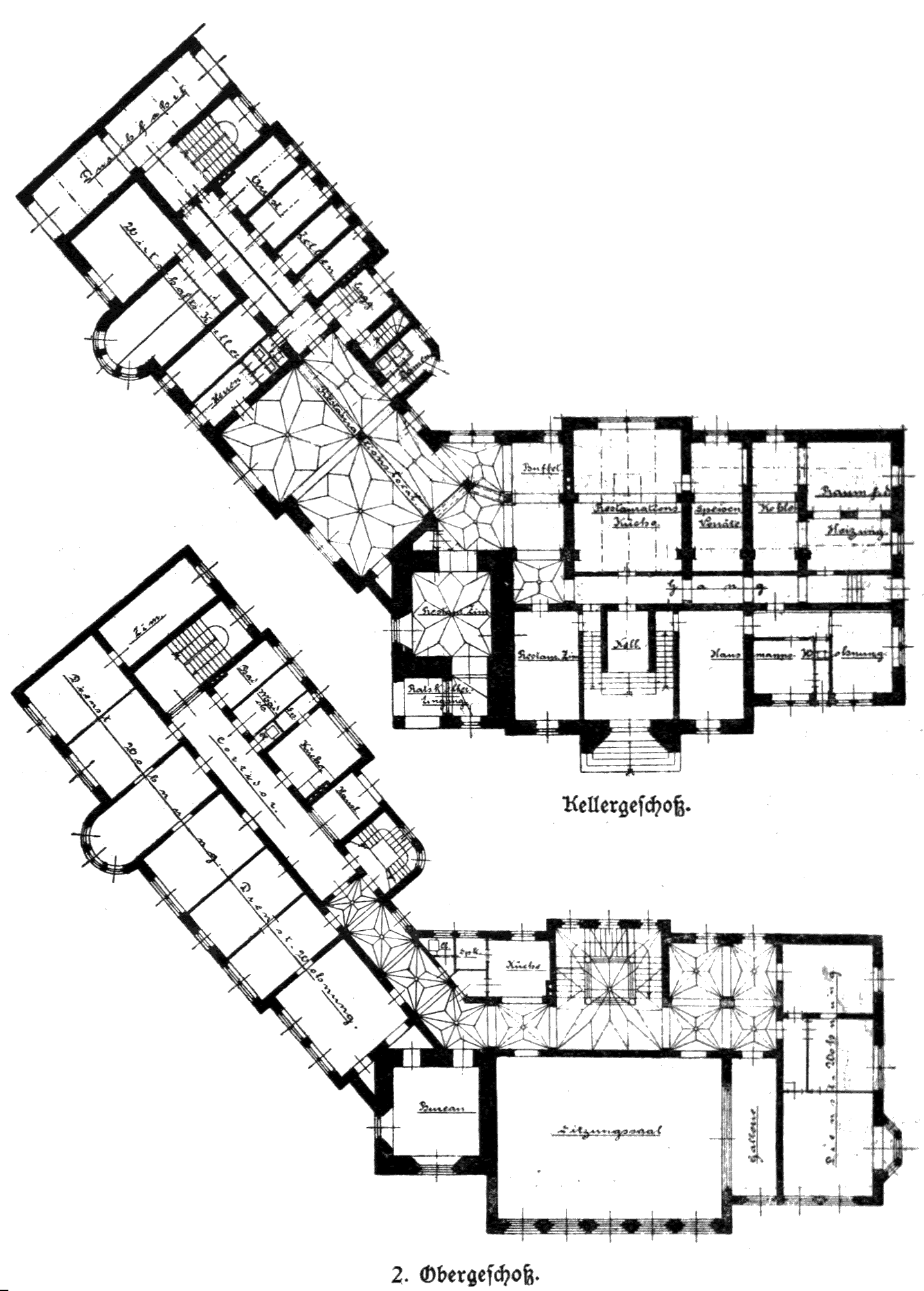
Grundrisse von Tiefparterre („Kellergeschoss“) und zweitem Obergeschoss

Das Gebäude mit einer Grundfläche von 840 Quadratmetern besteht aus zwei Flügeln, die in einem stumpfen Winkel von etwa 125° aneinanderstoßen. Als „Gelenk“ zwischen den beiden Flügeln fungiert der Rathausturm mit einer Höhe von 46 Metern. Der nutzbare Bereich des Gebäudes umfasst fünf Etagen vom Tiefparterre bis zum Dachgeschoss. Im Tiefparterre wurden Räumlichkeiten für den Ratskeller angelegt, der einen separaten Eingang an der Ecke der beiden zusammentreffenden Flügel hat, also unterhalb des Turmes. Weiterhin wurden im Tiefparterre eine Wohnung für den Hausverwalter und vier Zellen für polizeilich Inhaftierte eingerichtet. Im Erdgeschoss befanden sich neben dem Vestibül Räume für die Polizei, die Kasse, die Steuerverwaltung, An- und Abmeldungen, das Baubüro und eine große Wohnung mit fünf Zimmern für einen höheren Verwaltungsbeamten.
Der 108 Quadratmeter große Ratssaal erstreckt sich mit einer Höhe von neun Metern über das erste und zweite Obergeschoss und dominiert somit den Ostflügel. Im ersten Obergeschoss befand sich noch ein kleiner Sitzungssaal, ein Zimmer des Amts- und Gemeindevorstehers, ein Zimmer des Amts- und Gemeinde-Sekretärs, Zimmer der Registratur und eine geräumige Wohnung für den Gemeindevorsteher. Im zweiten Obergeschoss befand sich oberhalb des kleinen Sitzungssaals die Zuschauertribüne des Ratssaals. Die restliche Fläche wurde ebenso wie das Dachgeschoss für Beamtenwohnungen hergerichtet.
Die beiden Flügelbauten finden in steilen Satteldächern mit Stufengiebeln ihren Abschluss. Bis auf die Nordwestfassade befinden sich in allen Fassaden Fenster. Die Nordwestfront schließt mit einer Brandwand ab. Hier hätte entlang der Berkaer Straße das Rathaus bei Bedarf erweitert werden können.

### Innengestaltung

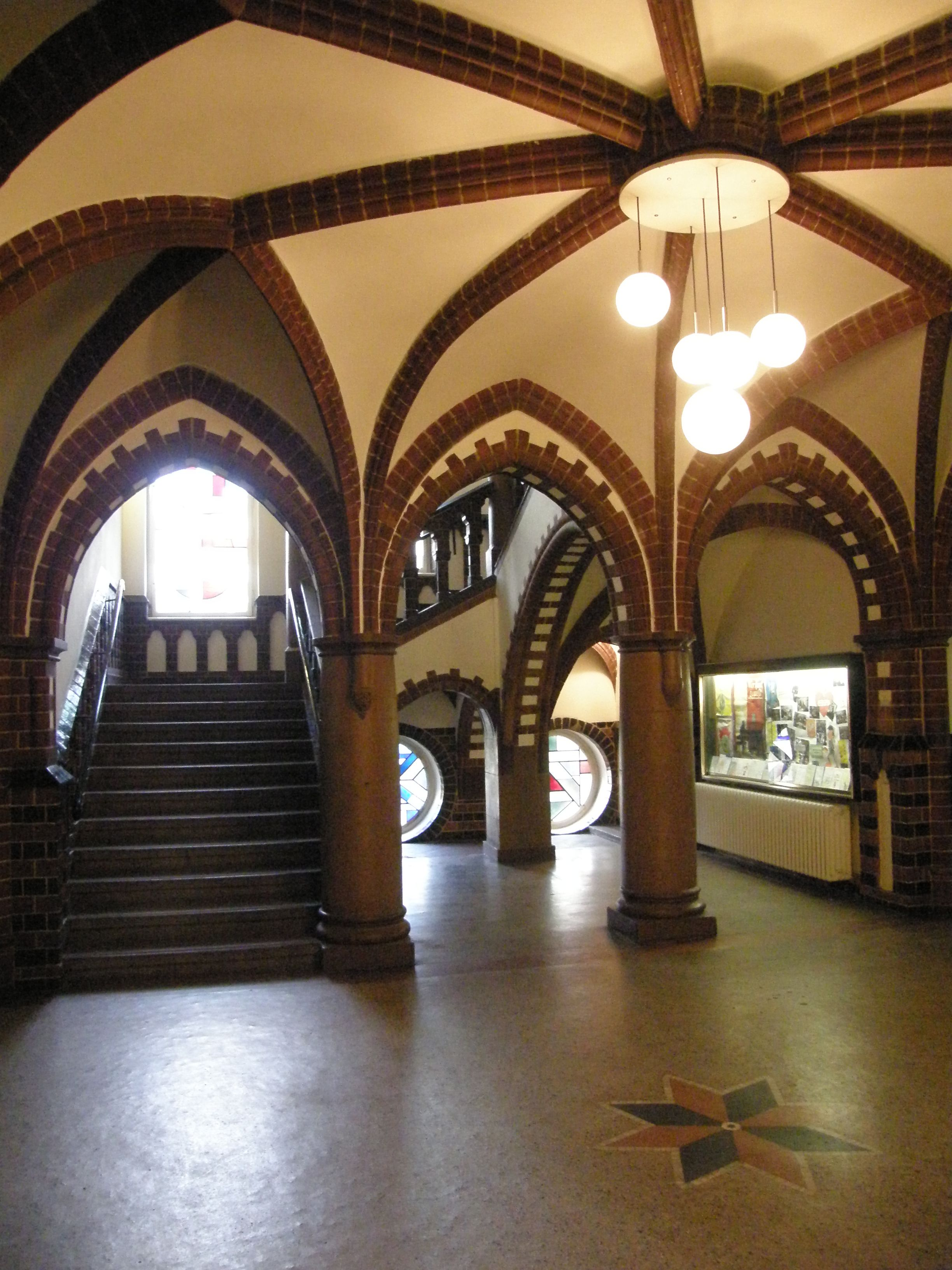
Sterngewölbe im Vestibül

Alle für den Publikumsverkehr vorgesehenen Flure, das Haupt-Treppenhaus und der Ratskeller wurden mit Kreuz- oder Sterngewölben geschmückt. Diese Gewölbe wurden als Rabitz-Konstruktion ausgeführt und massiv vorgemauert, wobei hierfür extra unter Vorlage von Originalsteinen eines märkischen Klosters Ziegelsteinrippen nachgebildet wurden.
Das Haupt-Treppenhaus wurde mit 2,50 Meter breiten Treppenläufen, auf denen Granitstufen ruhen, ausgeführt. Die Geländer sind mit Durchbrüchen massiv gemauert und mit farbig glasierten Backsteinen verblendet.

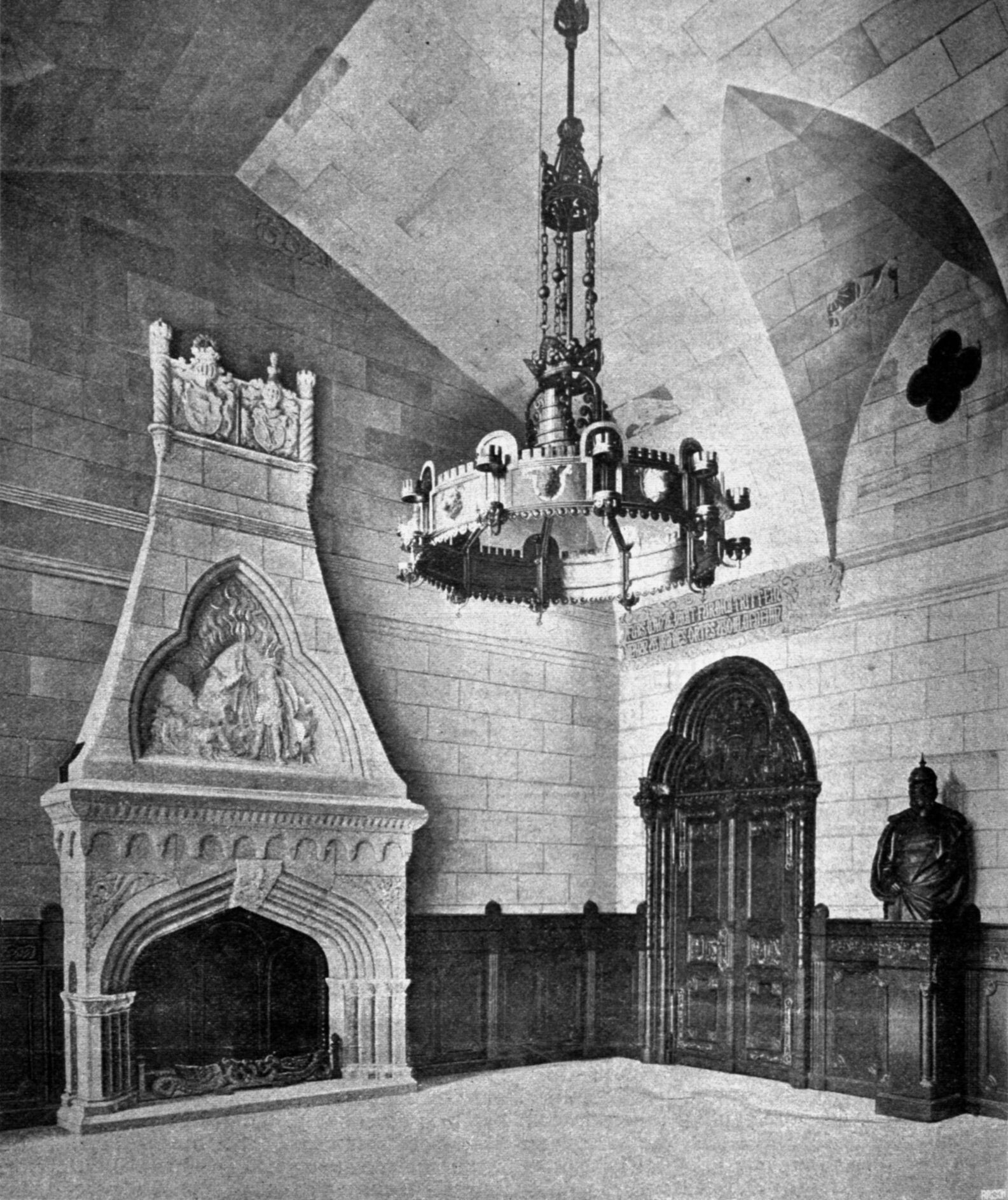
Ratssaal in der Ausstattung von 1902

Besonders ausgeschmückt wurde der 9 m × 12 m große Ratssaal. Unter der Holzbalkendecke wurde wiederum als Rabitz-Konstruktion ein imitiertes Gewölbe mit dem Querschnitt eines Tudorbogens und Stichkappen eingezogen. Der gewünschte Eindruck war der eines komplett aus Sandstein gebildeten Gewölbes. Von der Decke hängend wurden an zwei Stellen schwere Leuchter nach den Entwürfen des Architekten Otto Nachtigall befestigt. Auf die schmiedeeisernen Beleuchtungskörper sind Verzierungen aus Bronze in Form von Wildschwein- und Bärenköpfen genietet. Sie sollten an den nahen Grunewald erinnern.
Die westliche Querseite des Sitzungssaales schmückte ein großer Kamin, in dem die Heizkörper der damaligen Niederdruckdampfheizung eingebaut waren. Über der Kaminöffnung befindet sich ein Relief des Charlottenburger Bildhauers Rudolf Franke. Es zeigt Wotan und Brünhilde darstellend den Feuerzauber aus der Walküre. Gekrönt wird der Kamin von den Wappenschilden der Familien von Stubenrauch und von Eberstein, denen der damalige Vorsteher des Landkreises Teltow entstammte. Auch die fünf Buntglasfenster des Saales zeigten Wappenschilde. Hier wurden die Wappen von Adelsgeschlechtern des Landkreises Teltow gezeigt, es handelte sich um die Familien von Beyme, von Gerlach, von Schlegel, Graf von Podewils und von Wilmersdorff. Gegenüber der Fensterfront befanden sich auf Eichenholz-Postamenten drei ebenfalls von Franke gestaltete Büsten der deutschen Kaiser Wilhelm I., Friedrich III. und Wilhelm II. Geschnitzte Paneele, die die Wände bis zu etwa einem Meter Höhe bedeckten und die durch Schnitzereien ebenfalls reich verzierten Flügeltüren waren passend zu den Postamenten aus Eichenholz gefertigt. Über der einen Tür ist im Bogenfeld die Dorfkirche Schmargendorf dargestellt.

### Fassade
Vorbilder für die Gestaltung des Schmargendorfer Rathauses waren die mittelalterlichen spätgotischen Befestigungsbauten in der Altmark. Vor allem in Tangermünde und Stendal befinden sich Bauten in sehr ähnlicher Gestaltung. Am Uenglinger Tor der Stendaler Stadtbefestigung finden sich neben der gleichen Turmgestaltung auch bereits die weiß verblendeten Giebel, die schief liegenden verblendeten Wappenfelder und der Einsatz von Formsteinen.

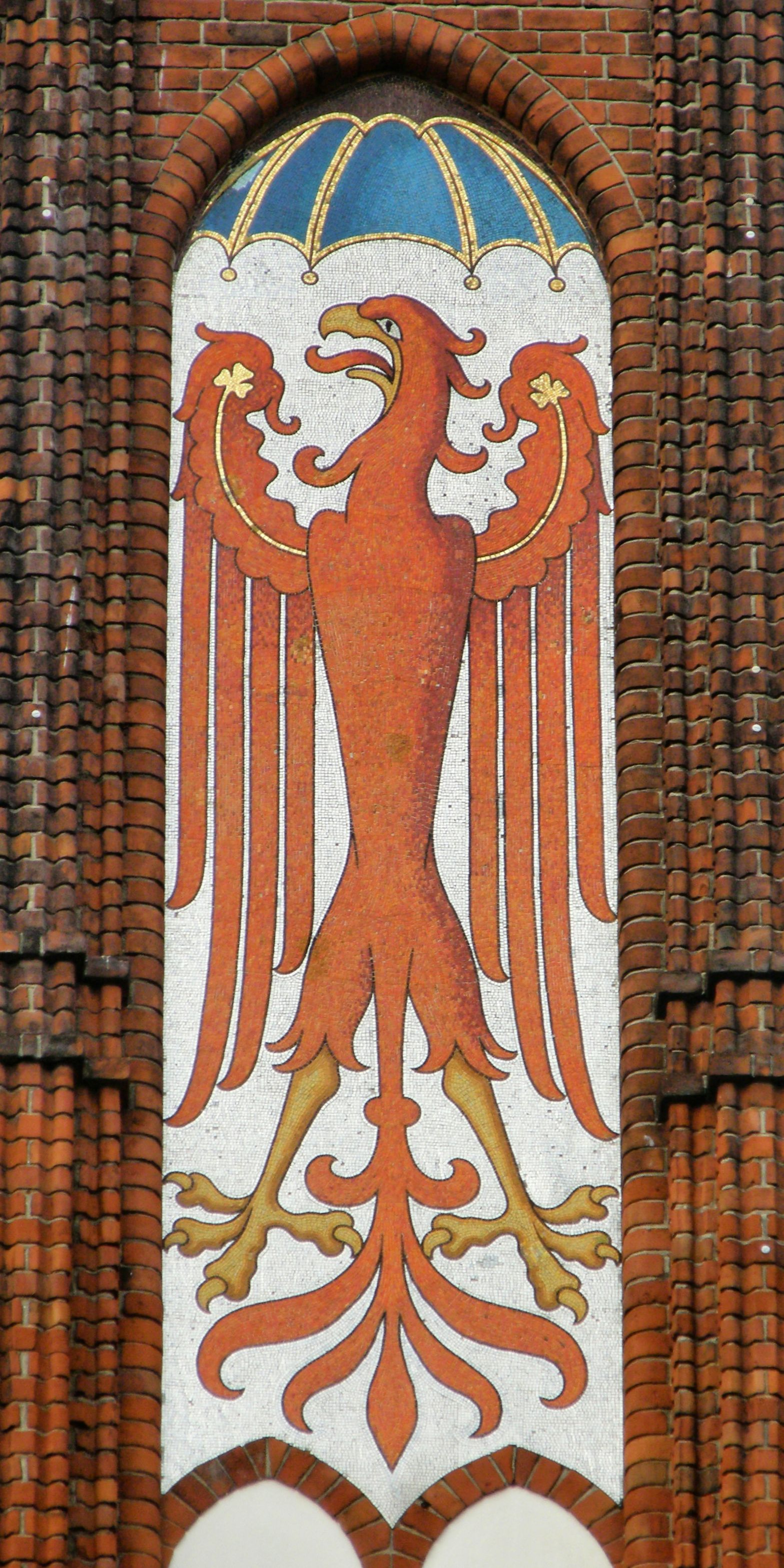
Märkischer Adler als Mosaik

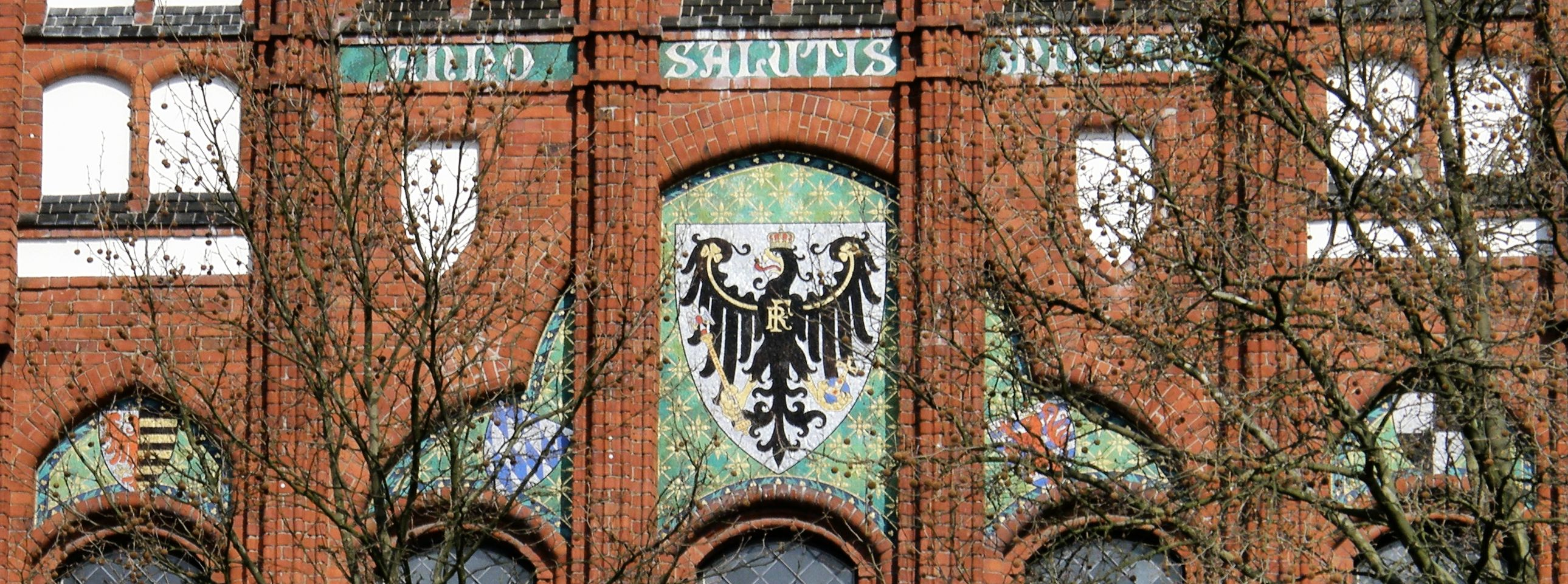
Wappen aus Glasmosaik über den Fenstern des Ratssaales

Kerwien beabsichtigte dem Gebäude ein „malerisches“ Aussehen zu geben. Hierfür versah er das Gebäude mit zahlreichen Giebeln, Türmen und Zinnen. Außerdem setzte er in die rote Fassade weiße Blenden und nutzte unterschiedliche Fenstergrößen und -formen. Während die Räumlichkeiten dem damaligen Bedarf angemessen waren, war der architektonische Bezug zum Mittelalter „sinnentleert“.
Der gesamte Bau besitzt einen Sockel aus Porphyrgranit. Das tragende Mauerwerk aus Miltenberger Sandstein wurde mit roten Backsteinen („Rathenower Handstrichsteine“) im Klosterformat verblendet. Am Hauptgiebel in der Südfassade befindet sich reicher Schmuck aus Glasmosaik, hergestellt von der Rixdorfer Firma Puhl & Wagner.

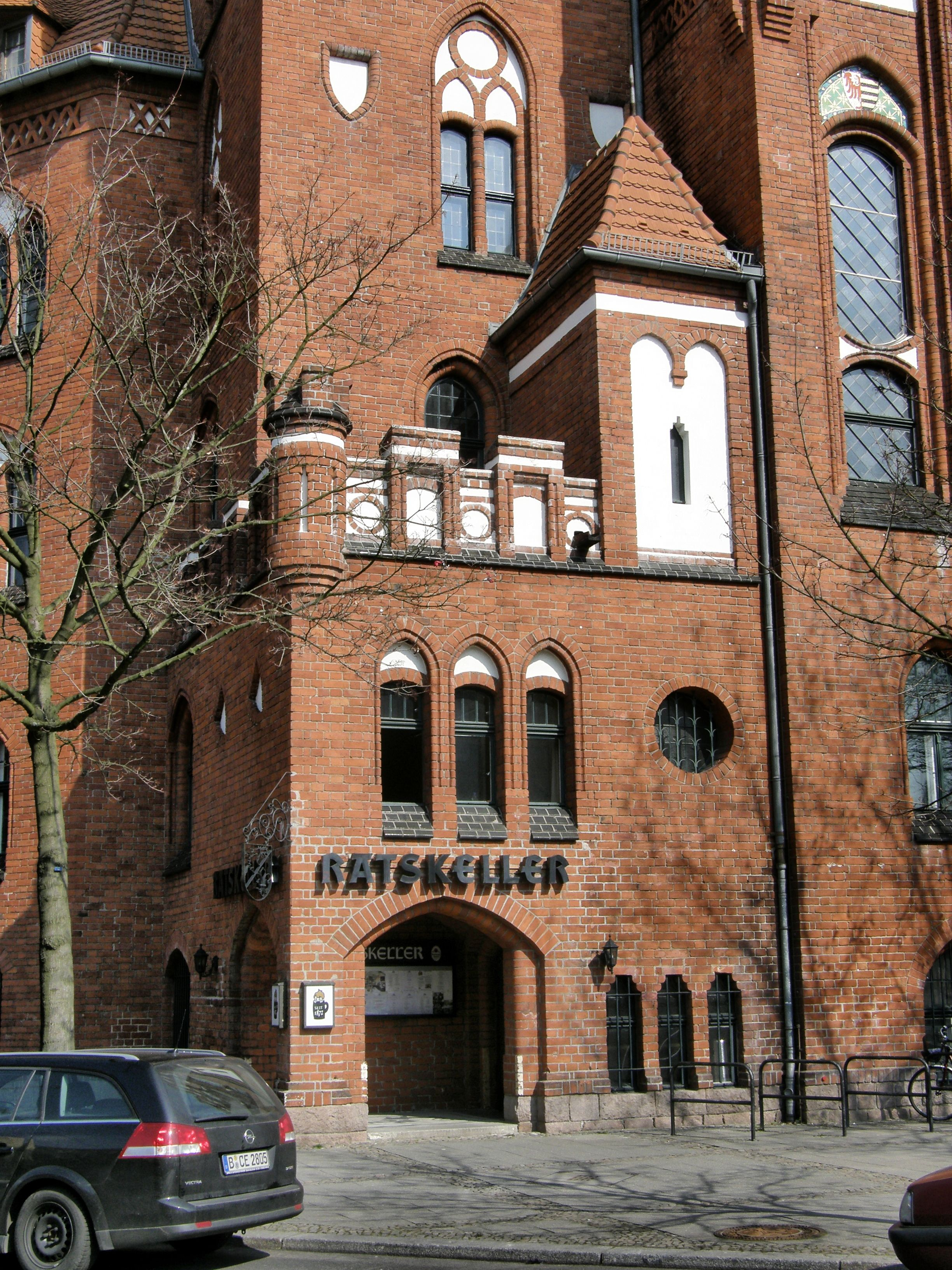
Altan mit Eingang zum Ratskeller

Die Hauptfassade, an der sich auch die meisten Schmuckelemente befinden, bildet die Südfront zum Berkaer Platz. Hier befindet sich auch der Haupteingang zum Gebäude. Über einer kurzen Treppe ragt das Eingangsportal des Rathauses aus der Südfassade heraus. Oberhalb des Portals befindet sich die Fensterfront des Ratssaals, dessen fünf Fenster mit Glasmosaiken gekrönt sind. Über dem mittleren Fenster befindet sich groß das preußische Königswappen, über den anderen vier Fenstern klein die Wappen der vier Markgrafengeschlechter, die einst über Brandenburg geherrscht haben. Dies sind (von links nach rechts) die Wappen der Askanier, der Wittelsbacher, der Luxemburger und der Hohenzollern. Über diesen Wappen prangt, ebenfalls als Glasmosaik, die Inschrift „Anno Salutis MDCCCCI“ – ebenfalls ein Bezug auf die mittelalterlichen Vorbilder, da diese Formulierung bereits zur Bauzeit seit etwa 100 Jahren üblicherweise keine Verwendung mehr fand. Gekrönt wird die Südfassade von einem langgestreckten Mosaik des märkischen Adlers.
Der Schmuck der restlichen Fassaden beschränkt sich auf die erwähnten Blenden und baulichen Zierraten. Vor allem im Turmbereich kommen zusätzlich dunkelgrün glasierte Backsteine zum Einsatz. Der Turm selbst weist bis zur Firsthöhe der Flügelbauten einen quadratischen Grundriss auf. Über dem First scheint sich aus dem quadratischen Turm ein runder Turm geradezu herauszuschrauben – ein Effekt, der durch den spiralförmigen Einsatz glasierter Steine in der runden Turmfassade erreicht wurde. Bis zum zweiten Geschoss ist dem Turm ein Altan vorgelagert, der auch den Eingang zum Ratskeller bildet.

## Umbauten
Keine 20 Jahre nach der Einweihung des Rathauses verlor das Gebäude mit der Bildung von Groß-Berlin am 1. Oktober 1920 seine Funktion, da Schmargendorf nun ein Ortsteil des Bezirks Wilmersdorf wurde. In das Schmargendorfer Rathaus zog das Standesamt des Bezirks ein, der nicht mehr benötigte Ratssaal dient als Trausaal. Die Zuschauertribüne wurde in diesem Rahmen ebenfalls nicht mehr benötigt und zurückgebaut. Aufgrund des romantischen Erscheinungsbildes des Rathauses mit seiner verspielten Architektur entwickelte sich das Standesamt zu einem beliebten Hochzeitsort.
Den Zweiten Weltkrieg überstand der Rathausbau größtenteils unbeschadet. Nur eine in der Nähe explodierende Bombe zerstörte einen Großteil der Verglasungen. Die zerstörten Glasmalereien des ehemaligen Ratssaals wurden nach dem Krieg durch einfache Rautenverglasungen ersetzt.

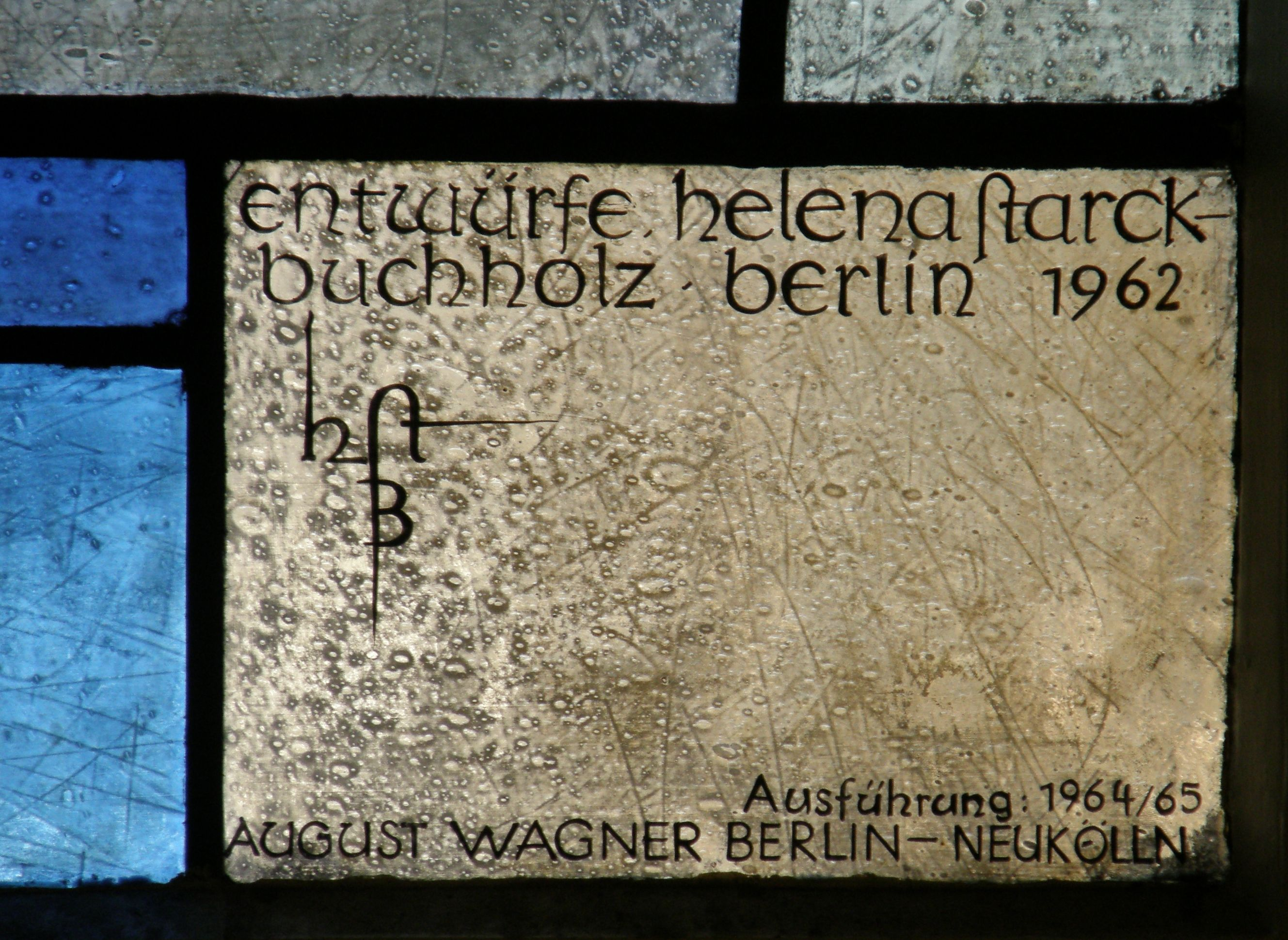
Entwurfs- und Herstellerangabe auf einem der Fenster

Anfang der 1960er Jahre fand eine Restaurierung statt. Die Fassade wurde hierbei gereinigt und Kriegsschäden ausgebessert. Für die Wiederherstellung des Erscheinungsbildes wurden auch historische Verfahren angewendet. So wurden beispielsweise die Blenden nach mittelalterlichem Verfahren mit eingesumpftem Kalk geweißt. Im Rahmen der Restaurierung wurden auch die Fenster im Haupttreppenhaus ersetzt. Das Aussehen der ursprünglichen Buntglasfenster ist nicht überliefert. Die neuen Buntglasfenster entwarf in den Jahren 1962 bis 1964 die Wilmersdorfer Künstlerin Helena Starck-Buchholz, Ehefrau des Künstlers Erich Buchholz. Ausgeführt wurden die Arbeiten 1964/1965 wiederum durch die Firma von August Wagner, die bereits gut 60 Jahre zuvor die Glasmosaiken der Fassade geliefert hatte. Insgesamt befinden sich 14 Fenster im Haupttreppenhaus, von denen fünf kreisrund sind.
Zahlreiche Umbauten im Laufe der Jahre, bedingt durch die unterschiedlichen Raumansprüche zu unterschiedlichen Zeiten, veränderte das innere Erscheinungsbild des Hauses. So wurden beispielsweise schlichte Flure, die sich vor den Dienstwohnungen befanden, mit kreuzgewölbegeschmückten Fluren für den Publikumsverkehr verbunden, sodass in den heutigen Fluren die Kreuzgewölbe unvermittelt aufhören. Auch Leuchten, Türen und Zwischenwände, die nachträglich eingebaut wurden, passen meist nicht zum ursprünglichen historisierenden Erscheinungsbild.

## Nutzung

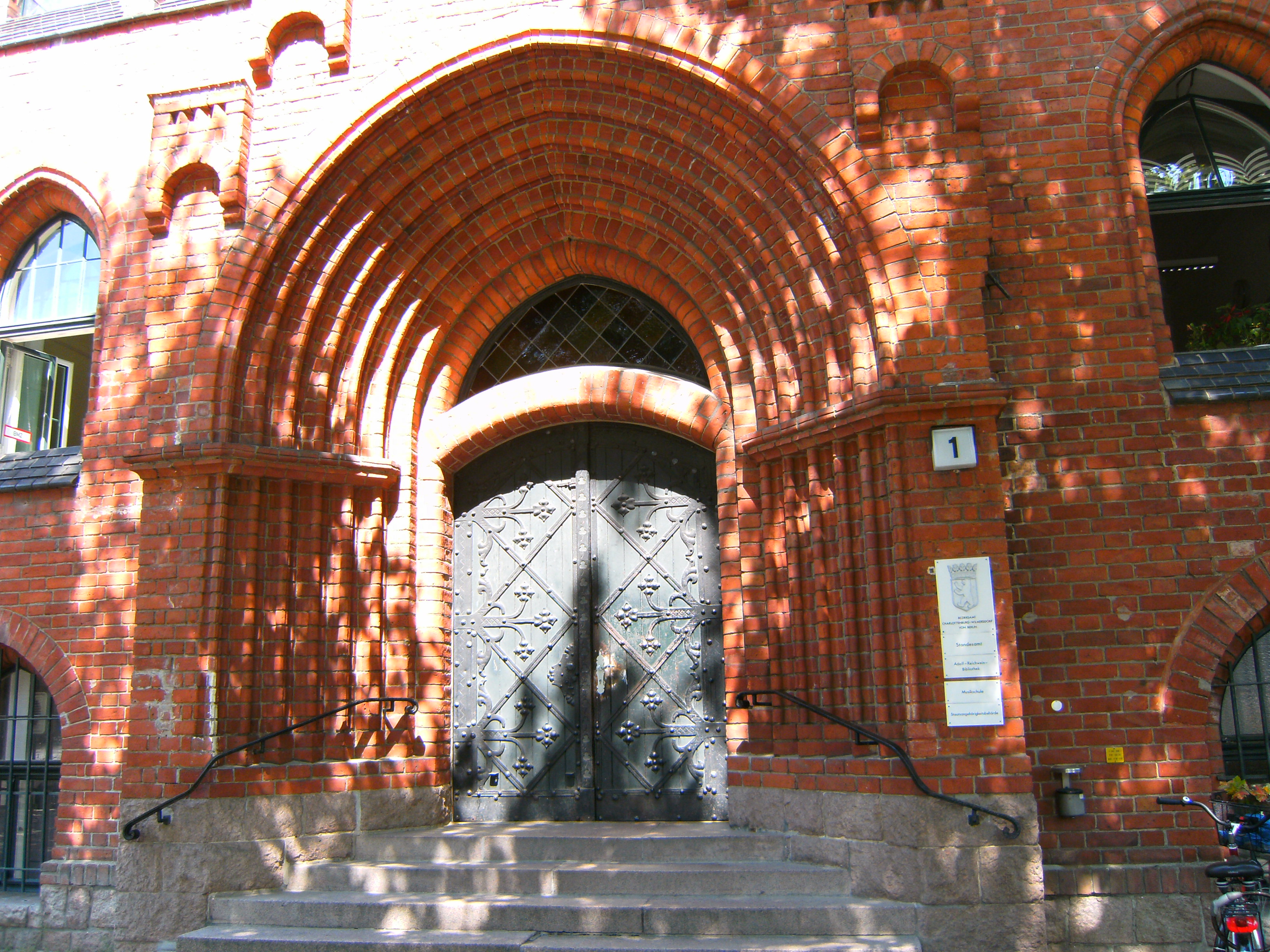
Eingangspforte zum Rathaus Schmargendorf mit Hinweistafeln auf die Nutzer

### Standesamt
Auch nach der Bezirksreform im Jahr 2001 blieb das Standesamt, jetzt des Bezirks Charlottenburg-Wilmersdorf, im Schmargendorfer Rathaus. Weiterhin erfreut es sich hoher Beliebtheit unter Hochzeitspaaren. Auch Prominente wie Regisseur Ernst Lubitsch (1922), Physiker Albert Einstein, Komponist Friedrich Hollaender (1932), Schauspieler Curd Jürgens (1937), Physiker Manfred von Ardenne (1938), Musiker Helmut Zacharias (1943), Rennfahrer Bernd Rosemeyer, Schauspielerin Romy Schneider (1975), Schauspieler Erik Ode (1954), Boxer Bubi Scholz (1955), Schauspielerin Anita Kupsch, Musiker Paul Kuhn, Fußballtrainer Helmut „Fiffi“ Kronsbein, Schauspielerin Ingrid Steeger, Sänger Gunter Gabriel, Sänger Roland Kaiser, Sängerin Susi Dorée (1970), Schauspieler Harald Juhnke (8. April 1971) und Politiker Friedbert Pflüger (22. Dezember 2006) gaben sich hier das Ja-Wort.

### Stadtteilbibliothek
Weiterhin befindet sich die Stadtteilbibliothek im Rathaus, die nach dem Pädagogen und Widerstandskämpfer Adolf Reichwein benannt wurde. Die Erwachsenen-Abteilung nutzt die ehemaligen Polizeiräume im Erdgeschoss, die Jugendabteilung residiert im zweiten Obergeschoss. Beide Abteilungen zogen 2019 in die leerstehenden Räume des ehemaligen Ratskellers. Im Vestibül wurde zum Gedenken eine von Knud Knudsen geschaffene Büste Adolf Reichweins aufgestellt. Die Bibliothek wurde ab 1952 von Hertha Block aufgebaut, die im Bund proletarisch-revolutionärer Schriftsteller aktiv war und im SA-Gefängnis Papestraße inhaftiert worden war. Zum Gedenken an Block wurde die 2012 eröffnete Hertha-Block-Promenade des Ost-West-Grünzugs nach der Bibliothekarin benannt.

### Weitere Institutionen
Im Nordflügel nutzt die Musikschule des Bezirks zahlreiche Räume. Zwischenzeitlich waren auch ein Jugendheim und ein Kinderhort im Rathaus untergekommen. Der Ratskeller, der nach der Renovierung des gesamten Gebäudes am 1. September 1963 wiedereröffnet wurde, hatte sich auf die Ausrichtung von Familienfeiern und die Verpflegung von Reisegruppen spezialisiert. 2015 wurde der Ratskeller geschlossen. In den Räumen des Ratskellers befindet sich seit 2019 die Adolf-Reichwein-Bibliothek.

## Vorplatz

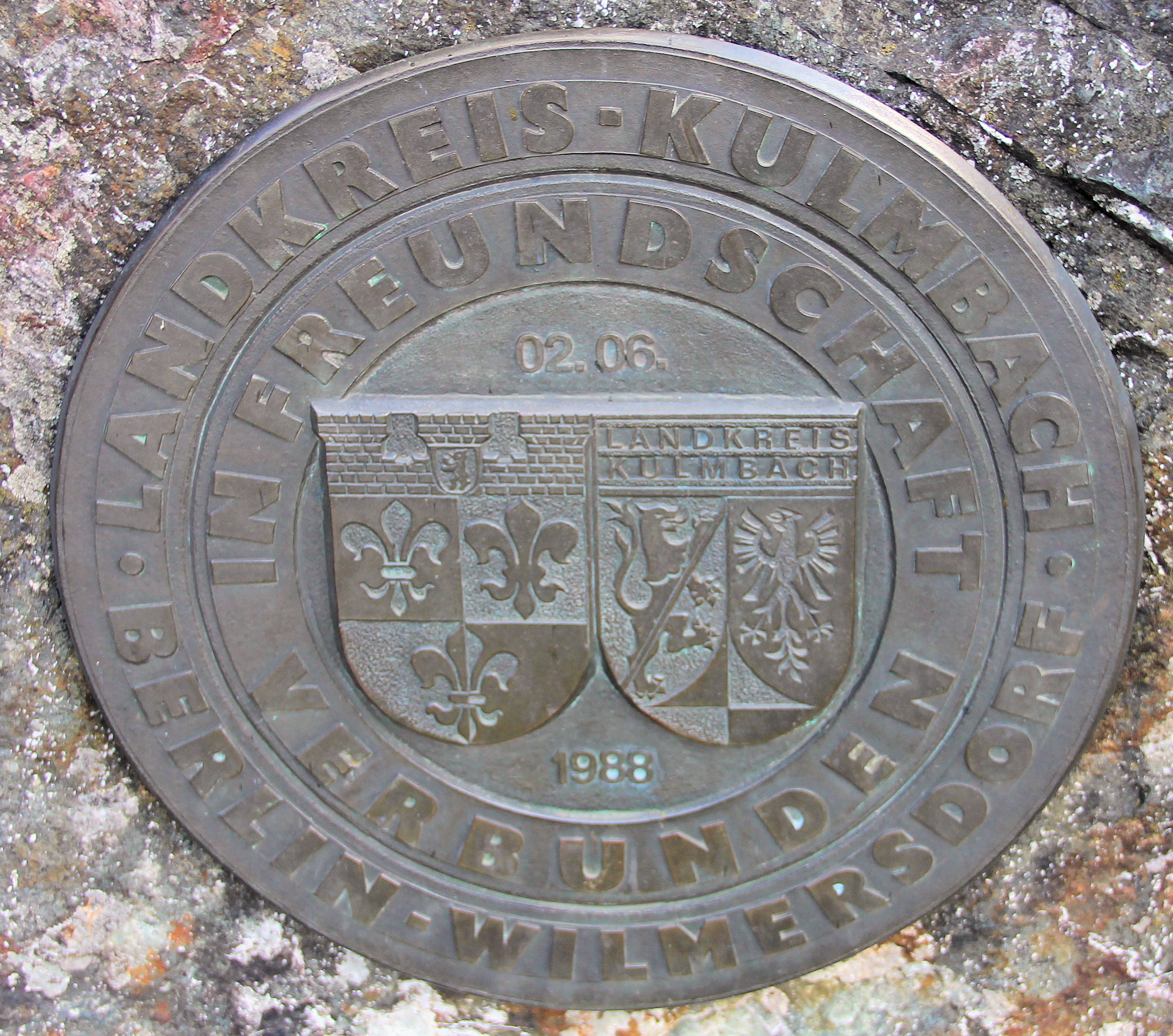
Gedenktafel an die Partnerschaft zwischen Charlottenburg-Wilmersdorf und Kulmbach

Rechts seitlich vom Rathaus Schmargendorf erinnert ein Findling an die 1991 geschlossene Partnerschaft zwischen dem Landkreis Kulmbach und dem Bezirk Wilmersdorf.

## Literatur

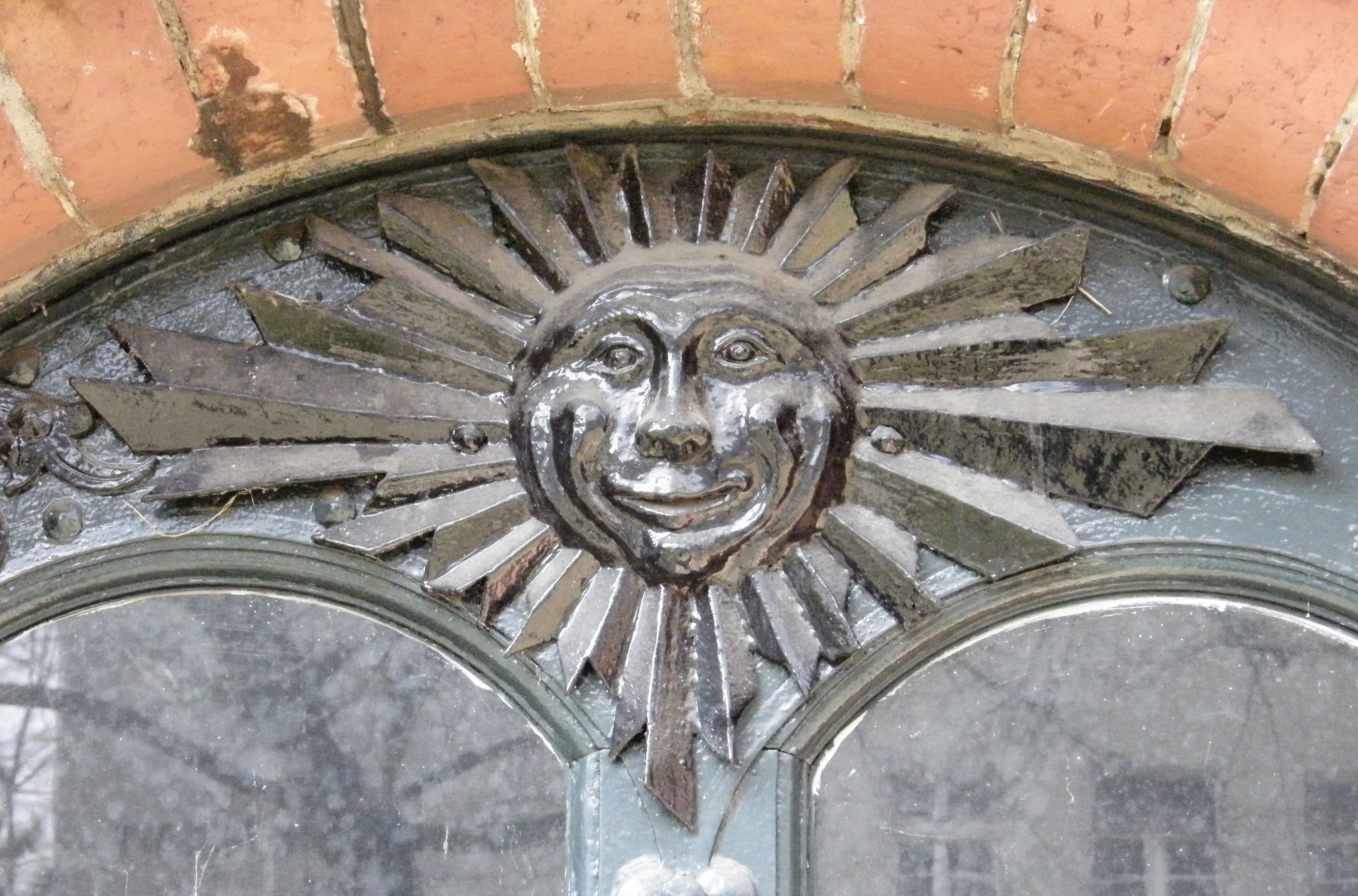
Schmuckelement an der Außentür der ehemaligen Hausmeisterwohnung